# HD 195922
HD 195922，又名BD+09 4579，SAO 125960、HR 7857，是一颗恒星，视星等为6.56，位于銀經54.42，銀緯-17.41，其B1900.0坐标为赤經20h 29m 4.6s，赤緯+9° -17.41′ 3″。